# Handball-Weltmeisterschaft der Frauen 2011
Die 20. Handball-Weltmeisterschaft der Frauen wurde vom 2. bis 18. Dezember 2011 in Brasilien ausgetragen. Veranstalter war die Internationale Handballföderation (IHF). Weltmeister 2011 wurde Norwegen nach einem 32:24-Sieg im Finale gegen Frankreich.

## Teilnehmende Mannschaften
Als Gastgeber des Turniers war Brasilien automatisch qualifiziert. Als Gewinner der Weltmeisterschaft 2009 war die russische Frauen-Handballnationalmannschaft ebenfalls automatisch für das Turnier qualifiziert; Russland hatte den Titel im Jahr 2009 das dritte Mal in Folge gewonnen.
Ebenfalls als Teilnehmer gesetzt waren die drei bestplatzierten Mannschaften der Europameisterschaft 2010 (Norwegen, Schweden und Rumänien). Weitere acht Plätze des Teilnehmerfeldes stellte die Europäische Handballföderation. In Qualifikationsturnieren vom 30. November bis 5. Dezember 2010 wurden die Mannschaften ermittelt, die am 4./5. Juni und 11./12. Juni 2011 die Teilnahme an der Weltmeisterschaft ausspielten.
Die teilnehmenden Mannschaften kamen aus Brasilien (Gastgeber), Russland (Titelverteidiger), Angola, Tunesien, Elfenbeinküste (qualifiziert über die Afrikameisterschaft 2010), Norwegen, Schweden, Rumänien (qualifiziert über die Handball-Europameisterschaft der Frauen 2010), Kasachstan, Südkorea, China, Japan (qualifiziert über die Asienmeisterschaft 2010), Australien (qualifiziert über die Ozeanienmeisterschaft 2010), Kroatien, Dänemark, Frankreich, Deutschland, Island, Montenegro, Niederlande und Spanien (qualifiziert über die Europäischen Playoffs).

## Änderungen
Bei der Weltmeisterschaft 2007 wurde in sechs Vierergruppen mit anschließender Hauptrunde und ab dem Viertelfinale in einer K.O.-Phase gespielt, bei der Weltmeisterschaft 2009 in vier Sechsergruppen mit anschließender Hauptrunde und einer K.O.-Phase ab dem Halbfinale; im Jahr 2011 folgt einer Vorrunde in vier Sechsergruppen eine mit dem Achtelfinale beginnende K.-o.-Phase. Die Plätze 1 bis 8 und 17 bis 24 werden ausgespielt.
Pro Halbzeit dürfen maximal zwei Auszeiten, in den letzten fünf Minuten einer Partie maximal eine Auszeit beantragt werden. Die Halbzeitpause wurde um fünf auf fünfzehn Minuten verlängert.

## Vorrunde
Am 3. Juli 2011 wurden die Mannschaften den vier Vorrundengruppen zugelost.

### Gruppen
| Gruppe A Norwegen Montenegro Angola Deutschland Volksrepublik China Island | Gruppe B Russland Kasachstan Niederlande Südkorea Spanien Australien | Gruppe C Rumänien Frankreich Brasilien Tunesien Kuba Japan | Gruppe D Schweden Dänemark Kroatien Argentinien Elfenbeinküste Uruguay |

### Entscheidungen
|  | Teilnahme am Achtelfinale |

Alle Spielzeiten sind in UTC−2 angegeben.

### Gruppe A
| Pl. | Mannschaft  | Sp. | S | U | N | T   | GT  | Diff | Pkt     |
| --- | ----------- | --- | - | - | - | --- | --- | ---- | ------- |
| 1.  | Norwegen    | 5   | 4 | 0 | 1 | 152 | 108 | + 44 | 08 : 02 |
| 2.  | Montenegro  | 5   | 3 | 0 | 2 | 143 | 115 | + 28 | 06 : 04 |
| 3.  | Angola      | 5   | 3 | 0 | 2 | 129 | 129 | ± 0  | 06 : 04 |
| 4.  | Island      | 5   | 3 | 0 | 2 | 109 | 112 | − 03 | 06 : 04 |
| 5.  | Deutschland | 5   | 2 | 0 | 3 | 120 | 126 | − 06 | 04 : 06 |
| 6.  | China       | 5   | 0 | 0 | 5 | 98  | 161 | − 63 | 0 : 10  |

| 3. Dezember 2011, Sa. 15:00 Uhr in Santos, Arena Santos | -.--- Zuschauer Spielbericht (PDF; 29 kB) | Montenegro Bojana Popović 6      | 21 : 22 (10 : 11) | Island 6 Karen Knútsdóttir       |
| 3. Dezember 2011, Sa. 17:15 Uhr in Santos, Arena Santos | 1.200 Zuschauer Spielbericht (PDF; 29 kB) | Norwegen Linn Jørum Sulland 6    | 28 : 31 (14 : 13) | Deutschland 8 Franziska Mietzner |
| 3. Dezember 2011, Sa. 19:30 Uhr in Santos, Arena Santos | 200 Zuschauer Spielbericht (PDF; 29 kB)   | Angola Joelma Patricia Viegas 5  | 30 : 29 (10 : 12) | China 6 Zhao Jiaqin              |
| 4. Dezember 2011, So. 14:30 Uhr in Santos, Arena Santos | 400 Zuschauer Spielbericht (PDF; 27 kB)   | Deutschland Franziska Mietzner 8 | 24 : 25 (10 : 12) | Montenegro 8 Katarina Bulatović  |
| 4. Dezember 2011, So. 17:15 Uhr in Santos, Arena Santos | 1.000 Zuschauer Spielbericht (PDF; 27 kB) | China Lan Chunlei 7              | 16 : 43 (07 : 20) | Norwegen 7 Heidi Løke            |
| 4. Dezember 2011, So. 19:30 Uhr in Santos, Arena Santos | 450 Zuschauer Spielbericht (PDF; 27 kB)   | Island Stella Sigurðardóttir 7   | 24 : 28 (12 : 15) | Angola 6 Marcelina Kiala         |
| 6. Dezember 2011, Di. 15:00 Uhr in Santos, Arena Santos | 350 Zuschauer Spielbericht (PDF; 27 kB)   | Montenegro Bojana Popović 6      | 28 : 26 (14 : 13) | Angola 7 Marcelina Kiala         |
| 6. Dezember 2011, Di. 17:15 Uhr in Santos, Arena Santos | 700 Zuschauer Spielbericht (PDF; 27 kB)   | Norwegen Linn Jørum Sulland 6    | 27 : 14 (14 : 07) | Island 5 Stella Sigurðardóttir   |
| 6. Dezember 2011, Di. 19:30 Uhr in Santos, Arena Santos | 400 Zuschauer Spielbericht (PDF; 27 kB)   | Deutschland Katja Langkeit 4     | 23 : 22 (07 : 12) | China 5 Li Yao                   |
| 7. Dezember 2011, Mi. 15:00 Uhr in Santos, Arena Santos | 200 Zuschauer Spielbericht (PDF; 27 kB)   | Montenegro Jovanka Radičević 9   | 42 : 15 (19 : 07) | China 4 Lan Chunlei              |
| 7. Dezember 2011, Mi. 17:15 Uhr in Santos, Arena Santos | 800 Zuschauer Spielbericht (PDF; 27 kB)   | Angola Marcelina Kiala 7         | 20 : 26 (10 : 16) | Norwegen 10 Linn Jørum Sulland   |
| 7. Dezember 2011, Mi. 19:30 Uhr in Santos, Arena Santos | 500 Zuschauer Spielbericht (PDF; 27 kB)   | Island Karen Knútsdóttir 9       | 26 : 20 (13 : 12) | Deutschland 8 Franziska Mietzner |
| 9. Dezember 2011, Fr. 15:00 Uhr in Santos, Arena Santos | 400 Zuschauer Spielbericht (PDF; 27 kB)   | Angola Luisa Kiala 8             | 25 : 22 (14 : 10) | Deutschland 7 Stefanie Melbeck   |
| 9. Dezember 2011, Fr. 17:15 Uhr in Santos, Arena Santos | 800 Zuschauer Spielbericht (PDF; 27 kB)   | Norwegen Linn Jørum Sulland 9    | 28 : 27 (15 : 11) | Montenegro 7 Katarina Bulatović  |
| 9. Dezember 2011, Fr. 19:30 Uhr in Santos, Arena Santos | -.--- Zuschauer Spielbericht (PDF; 27 kB) | China Wu Yin 5                   | 16 : 23 (09 : 12) | Island 8 Dagný Skúladóttir       |

### Gruppe B
| Pl. | Mannschaft  | Sp. | S | U | N | T   | GT  | Diff  | Pkt     |
| --- | ----------- | --- | - | - | - | --- | --- | ----- | ------- |
| 1.  | Russland    | 5   | 5 | 0 | 0 | 181 | 099 | + 082 | 10 : 0  |
| 2.  | Spanien     | 5   | 4 | 0 | 1 | 151 | 108 | + 043 | 08 : 02 |
| 3.  | Südkorea    | 5   | 3 | 0 | 2 | 164 | 124 | + 040 | 06 : 04 |
| 4.  | Niederlande | 5   | 2 | 0 | 3 | 164 | 142 | + 022 | 04 : 06 |
| 5.  | Kasachstan  | 5   | 1 | 0 | 4 | 113 | 133 | − 020 | 02 : 08 |
| 6.  | Australien  | 5   | 0 | 0 | 5 | 052 | 219 | − 167 | 0 : 10  |

| 3. Dezember 2011, Sa. 15:45 Uhr in Barueri, Jose Correa Gymnasium | 200 Zuschauer Spielbericht (PDF; 27 kB) | Kasachstan Ksenija Wolnuchina 7    | 37 : 09 (20 : 06) | Australien 3 Allira Hudson-Gofers |
| 3. Dezember 2011, Sa. 18:00 Uhr in Barueri, Jose Correa Gymnasium | 300 Zuschauer Spielbericht (PDF; 27 kB) | Russland Irina Blisnowa 7          | 39 : 24 (19 : 13) | Südkorea 7 Woo Sun-hee            |
| 3. Dezember 2011, Sa. 20:15 Uhr in Barueri, Jose Correa Gymnasium | 300 Zuschauer Spielbericht (PDF; 27 kB) | Niederlande Pearl van der Wissel 6 | 27 : 34 (15 : 18) | Spanien 6 Marta Mangué            |
| 4. Dezember 2011, So. 15:45 Uhr in Barueri, Jose Correa Gymnasium | 300 Zuschauer Spielbericht (PDF; 27 kB) | Südkorea Sim Hae-in 4              | 31 : 19 (16 : 04) | Kasachstan 5 Kristina Nedopjokina |
| 4. Dezember 2011, So. 18:00 Uhr in Barueri, Jose Correa Gymnasium | 300 Zuschauer Spielbericht (PDF; 27 kB) | Spanien Carmen Martín 5            | 22 : 28 (09 : 14) | Russland 7 Olga Lewina            |
| 4. Dezember 2011, So. 20:15 Uhr in Barueri, Jose Correa Gymnasium | 300 Zuschauer Spielbericht (PDF; 27 kB) | Australien Victoria Fletcher 4     | 15 : 53 (06 : 27) | Niederlande 11 Estavana Polman    |
| 6. Dezember 2011, Di. 15:45 Uhr in Barueri, Jose Correa Gymnasium | 500 Zuschauer Spielbericht (PDF; 27 kB) | Russland Irina Blisnowa 8          | 45 : 08 (21 : 04) | Australien 2 Danielle Cook        |
| 6. Dezember 2011, Di. 18:00 Uhr in Barueri, Jose Correa Gymnasium | 200 Zuschauer Spielbericht (PDF; 27 kB) | Kasachstan Irina Baranowskaja 6    | 20 : 32 (08 : 18) | Niederlande 7 Lois Abbingh        |
| 6. Dezember 2011, Di. 20:15 Uhr in Barueri, Jose Correa Gymnasium | 200 Zuschauer Spielbericht (PDF; 27 kB) | Südkorea Choi Im-jeong 8           | 26 : 29 (12 : 13) | Spanien 6 Marta Mangué            |
| 7. Dezember 2011, Mi. 15:45 Uhr in Barueri, Jose Correa Gymnasium | 400 Zuschauer Spielbericht (PDF; 27 kB) | Niederlande Pearl van der Wissel 7 | 26 : 35 (10 : 18) | Russland 7 Ljudmila Bodnijewa     |
| 7. Dezember 2011, Mi. 18:00 Uhr in Barueri, Jose Correa Gymnasium | 450 Zuschauer Spielbericht (PDF; 27 kB) | Kasachstan Ksenija Wolnuchina 6    | 18 : 27 (08 : 11) | Spanien 6 Jéssica Alonso          |
| 7. Dezember 2011, Mi. 20:15 Uhr in Barueri, Jose Correa Gymnasium | 200 Zuschauer Spielbericht (PDF; 27 kB) | Australien Danielle Cook 5         | 11 : 45 (03 : 24) | Südkorea 7 Yoon Hyun-kyung        |
| 9. Dezember 2011, Fr. 15:45 Uhr in Barueri, Jose Correa Gymnasium | 300 Zuschauer Spielbericht (PDF; 27 kB) | Spanien Jéssica Alonso 7           | 39 : 09 (18 : 05) | Australien 3 Victoria Fletcher    |
| 9. Dezember 2011, Fr. 18:00 Uhr in Barueri, Jose Correa Gymnasium | 300 Zuschauer Spielbericht (PDF; 27 kB) | Niederlande Lois Abbingh 4         | 26 : 38 (10 : 18) | Südkorea 8 Kim Cha-youn           |
| 9. Dezember 2011, Fr. 20:15 Uhr in Barueri, Jose Correa Gymnasium | 200 Zuschauer Spielbericht (PDF; 27 kB) | Russland Emilija Turei 7           | 34 : 19 (13 : 13) | Kasachstan 6 Ksenija Wolnuchina   |

### Gruppe C
| Pl. | Mannschaft | Sp. | S | U | N | T   | GT  | Diff | Pkt     |
| --- | ---------- | --- | - | - | - | --- | --- | ---- | ------- |
| 1.  | Brasilien  | 5   | 5 | 0 | 0 | 162 | 128 | + 34 | 10 : 0  |
| 2.  | Frankreich | 5   | 4 | 0 | 1 | 165 | 103 | + 62 | 08 : 02 |
| 3.  | Rumänien   | 5   | 2 | 1 | 2 | 139 | 155 | − 16 | 05 : 05 |
| 4.  | Japan      | 5   | 2 | 1 | 2 | 138 | 156 | − 18 | 05 : 05 |
| 5.  | Tunesien   | 5   | 1 | 0 | 4 | 141 | 150 | − 09 | 02 : 08 |
| 6.  | Kuba       | 5   | 0 | 0 | 5 | 119 | 172 | − 53 | 0 : 10  |

| 2. Dezember 2011, Fr. 21:00 Uhr in São Paulo, Ibirapuera Gymnasium | 3.000 Zuschauer Spielbericht (PDF; 27 kB) | Brasilien Fernanda da Silva 8           | 37 : 21 (17 : 11) | Kuba 9 Yenma Ramírez Milán          |
| 3. Dezember 2011, Sa. 15:00 Uhr in São Paulo, Ibirapuera Gymnasium | 500 Zuschauer Spielbericht (PDF; 27 kB)   | Rumänien Adina Laura Fiera 8            | 30 : 28 (14 : 15) | Tunesien 5 Mouna Chebbah            |
| 3. Dezember 2011, Sa. 17:15 Uhr in São Paulo, Ibirapuera Gymnasium | 500 Zuschauer Spielbericht (PDF; 27 kB)   | Frankreich Camille Ayglon 6             | 41 : 22 (18 : 13) | Japan 6 Shio Fujii                  |
| 5. Dezember 2011, Mo. 15:00 Uhr in São Paulo, Ibirapuera Gymnasium | 300 Zuschauer Spielbericht (PDF; 27 kB)   | Kuba Lisandra Lussón Miranda 8          | 27 : 33 (14 : 20) | Rumänien 5 Ramona Farcău            |
| 5. Dezember 2011, Mo. 17:15 Uhr in São Paulo, Ibirapuera Gymnasium | 500 Zuschauer Spielbericht (PDF; 27 kB)   | Tunesien Mouna Chebbah 6                | 17 : 25 (09 : 12) | Frankreich 6 Audrey Deroin          |
| 5. Dezember 2011, Mo. 19:45 Uhr in São Paulo, Ibirapuera Gymnasium | 1.500 Zuschauer Spielbericht (PDF; 27 kB) | Japan Shiori Kamimachi 7                | 24 : 32 (12 : 16) | Brasilien 7 Alexandra do Nascimento |
| 6. Dezember 2011, Di. 15:00 Uhr in São Paulo, Ibirapuera Gymnasium | 200 Zuschauer Spielbericht (PDF; 27 kB)   | Tunesien Ines Khouildi 8                | 32 : 29 (18 : 11) | Kuba 9 Suleiky Gómez Hernández      |
| 6. Dezember 2011, Di. 17:15 Uhr in São Paulo, Ibirapuera Gymnasium | 600 Zuschauer Spielbericht (PDF; 27 kB)   | Rumänien Neli Valentina Ardean-Elisei 9 | 28 : 28 (13 : 12) | Japan 11 Shio Fujii                 |
| 6. Dezember 2011, Di. 19:45 Uhr in São Paulo, Ibirapuera Gymnasium | 3.500 Zuschauer Spielbericht (PDF; 27 kB) | Frankreich Allison Pineau 5             | 22 : 26 (17 : 10) | Brasilien 6 Ana Paula Rodrigues     |
| 8. Dezember 2011, Do. 15:00 Uhr in São Paulo, Ibirapuera Gymnasium | 500 Zuschauer Spielbericht (PDF; 27 kB)   | Japan Shio Fujii 11                     | 32 : 31 (16 : 16) | Tunesien 12 Raja Toumi              |
| 8. Dezember 2011, Do. 17:15 Uhr in São Paulo, Ibirapuera Gymnasium | 1.000 Zuschauer Spielbericht (PDF; 27 kB) | Frankreich Angélique Spincer 6          | 38 : 18 (17 : 08) | Kuba 5 Yenma Ramírez Milán          |
| 8. Dezember 2011, Do. 19:45 Uhr in São Paulo, Ibirapuera Gymnasium | 3.000 Zuschauer Spielbericht (PDF; 27 kB) | Brasilien Alexandra do Nascimento 8     | 33 : 28 (14 : 11) | Rumänien 5 Iulia Vasilică Curea     |
| 9. Dezember 2011, Fr. 15:00 Uhr in São Paulo, Ibirapuera Gymnasium | 200 Zuschauer Spielbericht (PDF; 27 kB)   | Kuba Maricet Fernández Valdez 9         | 24 : 32 (09 : 16) | Japan 10 Shiori Kamimachi           |
| 9. Dezember 2011, Fr. 17:15 Uhr in São Paulo, Ibirapuera Gymnasium | 600 Zuschauer Spielbericht (PDF; 27 kB)   | Rumänien Oana Manea 4                   | 20 : 39 (12 : 20) | Frankreich 10 Paule Baudouin        |
| 9. Dezember 2011, Fr. 19:45 Uhr in São Paulo, Ibirapuera Gymnasium | 1.500 Zuschauer Spielbericht (PDF; 27 kB) | Brasilien Francine Moraes 8             | 34 : 33 (16 : 20) | Tunesien 10 Rafika Marzouk          |

### Gruppe D
| Pl. | Mannschaft     | Sp. | S | U | N | T   | GT  | Diff | Pkt     |
| --- | -------------- | --- | - | - | - | --- | --- | ---- | ------- |
| 1.  | Dänemark       | 5   | 5 | 0 | 0 | 148 | 078 | + 70 | 10 : 0  |
| 2.  | Kroatien       | 5   | 4 | 0 | 1 | 150 | 102 | + 48 | 08 : 02 |
| 3.  | Schweden       | 5   | 3 | 0 | 2 | 141 | 097 | + 44 | 06 : 04 |
| 4.  | Elfenbeinküste | 5   | 2 | 0 | 3 | 118 | 145 | − 27 | 04 : 06 |
| 5.  | Uruguay        | 5   | 1 | 0 | 4 | 082 | 159 | − 77 | 02 : 08 |
| 6.  | Argentinien    | 5   | 0 | 0 | 5 | 077 | 135 | − 58 | 0 : 10  |

| 3. Dezember 2011, Sa. 13:00 Uhr in São Bernardo, Adib Moyses Dib Gym | 400 Zuschauer Spielbericht (PDF; 29 kB)   | Schweden Hanna Fogelström 5        | 37 : 11 (19 : 07) | Argentinien 3 Luciana Mendoza        |
| 3. Dezember 2011, Sa. 15:15 Uhr in São Bernardo, Adib Moyses Dib Gym | 400 Zuschauer Spielbericht (PDF; 29 kB)   | Dänemark Kristina Kristiansen 7    | 36 : 10 (20 : 06) | Uruguay 3 Eliana Falco               |
| 3. Dezember 2011, Sa. 17:30 Uhr in São Bernardo, Adib Moyses Dib Gym | -.--- Zuschauer Spielbericht (PDF; 29 kB) | Kroatien Andrea Penezić 7          | 36 : 20 (20 : 10) | Elfenbeinküste 5 Ncho Elodie Mambo   |
| 5. Dezember 2011, Mo. 15:15 Uhr in São Bernardo, Adib Moyses Dib Gym | 500 Zuschauer Spielbericht (PDF; 27 kB)   | Elfenbeinküste Ncho Elodie Mambo 8 | 25 : 28 (14 : 15) | Schweden 5 Anna-Maria Johansson      |
| 5. Dezember 2011, Mo. 17:45 Uhr in São Bernardo, Adib Moyses Dib Gym | 500 Zuschauer Spielbericht (PDF; 27 kB)   | Argentinien Luciana Salvado 4      | 13 : 31 (05 : 18) | Dänemark 6 Kristina Kristiansen      |
| 5. Dezember 2011, Mo. 20:00 Uhr in São Bernardo, Adib Moyses Dib Gym | 500 Zuschauer Spielbericht (PDF; 27 kB)   | Uruguay Jussara Castro 5           | 15 : 45 (09 : 21) | Kroatien 6 Dijana Jovetić            |
| 6. Dezember 2011, Di. 15:15 Uhr in São Bernardo, Adib Moyses Dib Gym | 400 Zuschauer Spielbericht (PDF; 27 kB)   | Schweden Jamina Roberts 6          | 31 : 14 (13 : 07) | Uruguay 3 Jussara Castro             |
| 6. Dezember 2011, Di. 17:45 Uhr in São Bernardo, Adib Moyses Dib Gym | 500 Zuschauer Spielbericht (PDF; 27 kB)   | Dänemark Trine Troelsen 6          | 23 : 19 (10 : 08) | Kroatien 9 Andrea Penezić            |
| 6. Dezember 2011, Di. 20:00 Uhr in São Bernardo, Adib Moyses Dib Gym | 500 Zuschauer Spielbericht (PDF; 27 kB)   | Argentinien Magdalena Decilio 5    | 19 : 25 (08 : 14) | Elfenbeinküste 5 Likane Julie Toualy |
| 8. Dezember 2011, Do. 15:00 Uhr in São Bernardo, Adib Moyses Dib Gym | 500 Zuschauer Spielbericht (PDF; 27 kB)   | Kroatien Kristina Franić 7         | 27 : 26 (14 : 12) | Schweden 10 Linnea Torstenson        |
| 8. Dezember 2011, Do. 17:15 Uhr in São Bernardo, Adib Moyses Dib Gym | 300 Zuschauer Spielbericht (PDF; 27 kB)   | Dänemark Kristina Bille 8          | 38 : 17 (22 : 07) | Elfenbeinküste 3 Ncho Elodie Mambo   |
| 8. Dezember 2011, Do. 19:30 Uhr in São Bernardo, Adib Moyses Dib Gym | 200 Zuschauer Spielbericht (PDF; 27 kB)   | Uruguay Jussara Castro 6           | 19 : 16 (11 : 11) | Argentinien 6 Luciana Mendoza        |
| 9. Dezember 2011, Fr. 15:00 Uhr in São Bernardo, Adib Moyses Dib Gym | 300 Zuschauer Spielbericht (PDF; 27 kB)   | Elfenbeinküste Ncho Elodie Mambo 9 | 31 : 24 (12 : 12) | Uruguay 8 Jussara Castro             |
| 9. Dezember 2011, Fr. 17:15 Uhr in São Bernardo, Adib Moyses Dib Gym | 1.500 Zuschauer Spielbericht (PDF; 27 kB) | Schweden Johanna Ahlm 8            | 19 : 20 (08 : 09) | Dänemark 4 Line Jørgensen            |
| 9. Dezember 2011, Fr. 19:30 Uhr in São Bernardo, Adib Moyses Dib Gym | 400 Zuschauer Spielbericht (PDF; 27 kB)   | Kroatien Maja Zebić 6              | 23 : 18 (09 : 11) | Argentinien 4 Magdalena Decilio      |

## Presidents Cup
Der Presidents Cup fand am 11./12. Dezember 2011 statt.
|      | Mannschaft                     | Endergebnis               | Mannschaft                      | Datum & Zeit                    |
| ---- | ------------------------------ | ------------------------- | ------------------------------- | ------------------------------- |
| PC 1 | Deutschland Nadja Nadgornaja 6 | 37 : 14 (15 : 06)         | Kasachstan Ksenija Wolnuchina 6 | 11.12.11, So. 11:45 Uhr         |
| PC 1 | Deutschland Nadja Nadgornaja 6 | Spielbericht (PDF; 27 kB) | Kasachstan Ksenija Wolnuchina 6 | São Paulo, Ibirapuera Gymnasium |
| PC 2 | Tunesien Asma Elghaoui 9       | 34 : 17 (14 : 10)         | Uruguay Ornella Palla 4         | 11.12.11, So. 14:30 Uhr         |
| PC 2 | Tunesien Asma Elghaoui 9       | Spielbericht (PDF; 27 kB) | Uruguay Ornella Palla 4         | São Paulo, Ibirapuera Gymnasium |
| PC 3 | China Lan Chunlei 11           | 45 : 11 (22 : 04)         | Australien Danielle Cook 4      | 11.12.11, So. 17:15 Uhr         |
| PC 3 | China Lan Chunlei 11           | Spielbericht (PDF; 27 kB) | Australien Danielle Cook 4      | São Paulo, Ibirapuera Gymnasium |
| PC 4 | Kuba Suleiky Gómez Hernández 9 | 25 : 20 (12 : 11)         | Argentinien Luciana Mendoza 4   | 11.12.11, So. 19:30 Uhr         |
| PC 4 | Kuba Suleiky Gómez Hernández 9 | Spielbericht (PDF; 27 kB) | Argentinien Luciana Mendoza 4   | São Paulo, Ibirapuera Gymnasium |

Die Platzierungsspiele fanden am 12. Dezember 2011 statt.
|       | Mannschaft                        | Endergebnis               | Mannschaft                      | Datum & Zeit                      |
| ----- | --------------------------------- | ------------------------- | ------------------------------- | --------------------------------- |
| 19/20 | Kasachstan Ksenija Wolnuchina 12  | 31 : 22 (17 : 09)         | Uruguay Jussara Castro 8        | 12.12.11, Mo. 11:45 Uhr           |
| 19/20 | Kasachstan Ksenija Wolnuchina 12  | Spielbericht (PDF; 27 kB) | Uruguay Jussara Castro 8        | São Paulo, Ibirapuera Gymnasium   |
| 23/24 | Australien Allira Hudson-Gofers 4 | 12 : 30 (04 : 12)         | Argentinien Bibiana Ferrea 7    | 12.12.11, Mo. 11:45 Uhr           |
| 23/24 | Australien Allira Hudson-Gofers 4 | Spielbericht (PDF; 27 kB) | Argentinien Bibiana Ferrea 7    | São Bernardo, Adib Moyses Dib Gym |
| 17/18 | Deutschland Nadja Nadgornaja 11   | 33 : 25 (16 : 14)         | Tunesien Mouna Chebbah 5        | 12.12.11, Mo. 17:15 Uhr           |
| 17/18 | Deutschland Nadja Nadgornaja 11   | Spielbericht (PDF; 27 kB) | Tunesien Mouna Chebbah 5        | São Paulo, Ibirapuera Gymnasium   |
| 21/22 | China Li Yao 8                    | 30 : 29 (15 : 13)         | Kuba Lisandra Lussón Miranda 10 | 12.12.11, Mo. 20:00 Uhr           |
| 21/22 | China Li Yao 8                    | Spielbericht (PDF; 27 kB) | Kuba Lisandra Lussón Miranda 10 | São Bernardo, Adib Moyses Dib Gym |

## Achtelfinale
Die Achtelfinalspiele fanden am 11./12. Dezember 2011 statt. Der Gewinner jeder Partie zog in das Viertelfinale der Handball-Weltmeisterschaft 2011 ein.
|      | Mannschaft                           | Endergebnis               | Mannschaft                          | Datum & Zeit                      |
| ---- | ------------------------------------ | ------------------------- | ----------------------------------- | --------------------------------- |
| AF 1 | Südkorea Choi Im-jeong 10            | 29 : 30 (13 : 13)         | Angola Luisa Kiala 7                | 11.12.11, So. 14:30 Uhr           |
| AF 1 | Südkorea Choi Im-jeong 10            | Spielbericht (PDF; 27 kB) | Angola Luisa Kiala 7                | Santos, Arena Santos              |
| AF 2 | Norwegen Heidi Løke 8                | 34 : 22 (15 : 11)         | Niederlande Laura van der Heijden 5 | 11.12.11, So. 17:15 Uhr           |
| AF 2 | Norwegen Heidi Løke 8                | Spielbericht (PDF; 27 kB) | Niederlande Laura van der Heijden 5 | Santos, Arena Santos              |
| AF 3 | Russland Ljudmila Postnowa 7         | 30 : 19 (15 : 12)         | Island Karen Knútsdóttir 4          | 11.12.11, So. 14:30 Uhr           |
| AF 3 | Russland Ljudmila Postnowa 7         | Spielbericht (PDF; 27 kB) | Island Karen Knútsdóttir 4          | Barueri, Jose Correa Gymnasium    |
| AF 4 | Montenegro Marija Jovanović 5        | 19 : 23 (09 : 11)         | Spanien Elisabeth Pinedo 7          | 11.12.11, So. 17:15 Uhr           |
| AF 4 | Montenegro Marija Jovanović 5        | Spielbericht (PDF; 27 kB) | Spanien Elisabeth Pinedo 7          | Barueri, Jose Correa Gymnasium    |
| AF 5 | Schweden Linnea Torstenson 5         | 23 : 26 (15 : 12)         | Frankreich Paule Baudouin 6         | 12.12.11, Mo. 14:30 Uhr           |
| AF 5 | Schweden Linnea Torstenson 5         | Spielbericht (PDF; 27 kB) | Frankreich Paule Baudouin 6         | São Paulo, Ibirapuera Gymnasium   |
| AF 6 | Brasilien Alexandra do Nascimento 10 | 36 : 22 (15 : 08)         | Elfenbeinküste Ncho Elodie Mambo 8  | 12.12.11, Mo. 20:00 Uhr           |
| AF 6 | Brasilien Alexandra do Nascimento 10 | Spielbericht (PDF; 27 kB) | Elfenbeinküste Ncho Elodie Mambo 8  | São Paulo, Ibirapuera Gymnasium   |
| AF 7 | Dänemark Trine Troelsen 6            | 23 : 22 n. V.(09 : 11)    | Japan Fujii Shio 8                  | 12.12.11, Mo. 17:15 Uhr           |
| AF 7 | Dänemark Trine Troelsen 6            | Spielbericht (PDF; 27 kB) | Japan Fujii Shio 8                  | São Bernardo, Adib Moyses Dib Gym |
| AF 8 | Rumänien Oana Florica Chirila 6      | 27 : 28 (18 : 15)         | Kroatien Andrea Penezić 6           | 12.12.11, Mo. 14:30 Uhr           |
| AF 8 | Rumänien Oana Florica Chirila 6      | Spielbericht (PDF; 27 kB) | Kroatien Andrea Penezić 6           | São Bernardo, Adib Moyses Dib Gym |

## Viertelfinale
Die Viertelfinalspiele fanden am 14. Dezember 2011 statt. Der Gewinner jeder Partie zog in das Halbfinale der Handball-Weltmeisterschaft 2011 ein.
|      | Mannschaft                | Endergebnis               | Mannschaft                          | Datum & Zeit                    |
| ---- | ------------------------- | ------------------------- | ----------------------------------- | ------------------------------- |
| VF 1 | Russland Emilija Turei 7  | 23 : 25 (12 : 13)         | Frankreich Alexandra Lacrabère 5    | 14.12.11, Mi. 11:45 Uhr         |
| VF 1 | Russland Emilija Turei 7  | Spielbericht (PDF; 27 kB) | Frankreich Alexandra Lacrabère 5    | São Paulo, Ibirapuera Gymnasium |
| VF 2 | Angola Azenaide Carlos 7  | 23 : 28 (11 : 15)         | Dänemark Ann Grete Nørgaard 7       | 14.12.11, Mi. 14:30 Uhr         |
| VF 2 | Angola Azenaide Carlos 7  | Spielbericht (PDF; 27 kB) | Dänemark Ann Grete Nørgaard 7       | São Paulo, Ibirapuera Gymnasium |
| VF 3 | Kroatien Andrea Penezić 4 | 25 : 30 (12 : 16)         | Norwegen Heidi Løke 8               | 14.12.11, Mi. 17:15 Uhr         |
| VF 3 | Kroatien Andrea Penezić 4 | Spielbericht (PDF; 27 kB) | Norwegen Heidi Løke 8               | São Paulo, Ibirapuera Gymnasium |
| VF 4 | Spanien Carmen Martín 8   | 27 : 26 (19 : 17)         | Brasilien Alexandra do Nascimento 7 | 14.12.11, Mi. 20:00 Uhr         |
| VF 4 | Spanien Carmen Martín 8   | Spielbericht (PDF; 27 kB) | Brasilien Alexandra do Nascimento 7 | São Paulo, Ibirapuera Gymnasium |

## Platzierungsspiele
Die Platzierungsspiele fanden am 16./18. Dezember 2011 statt.
|      | Mannschaft                    | Endergebnis               | Mannschaft                          | Datum & Zeit                    |
| ---- | ----------------------------- | ------------------------- | ----------------------------------- | ------------------------------- |
| PS 1 | Russland Natalja Schipilowa 6 | 41 : 31 (17 : 18)         | Angola Bombo Madalena Calandula 5   | 16.12.11, Fr. 11:45 Uhr         |
| PS 1 | Russland Natalja Schipilowa 6 | Spielbericht (PDF; 27 kB) | Angola Bombo Madalena Calandula 5   | São Paulo, Ibirapuera Gymnasium |
| PS 2 | Kroatien Andrea Penezić 10    | 31 : 32 (15 : 14)         | Brasilien Alexandra do Nascimento 7 | 16.12.11, Fr. 14:30 Uhr         |
| PS 2 | Kroatien Andrea Penezić 10    | Spielbericht (PDF; 27 kB) | Brasilien Alexandra do Nascimento 7 | São Paulo, Ibirapuera Gymnasium |

|     | Mannschaft                | Endergebnis               | Mannschaft                          | Datum & Zeit                    |
| --- | ------------------------- | ------------------------- | ----------------------------------- | ------------------------------- |
| 5/6 | Russland Irina Blisnowa 5 | 20 : 36 (11 : 18)         | Brasilien Alexandra do Nascimento 8 | 18.12.11, So. 09:00 Uhr         |
| 5/6 | Russland Irina Blisnowa 5 | Spielbericht (PDF; 27 kB) | Brasilien Alexandra do Nascimento 8 | São Paulo, Ibirapuera Gymnasium |
| 7/8 | Angola Luisa Kiala 7      | 29 : 32 (12 : 14)         | Kroatien Maja Zebić 11              | 18.12.11, So. 11:45 Uhr         |
| 7/8 | Angola Luisa Kiala 7      | Spielbericht (PDF; 27 kB) | Kroatien Maja Zebić 11              | São Paulo, Ibirapuera Gymnasium |

## Halbfinale
Die Halbfinalspiele fanden am 16. Dezember 2011 statt. Der Gewinner jeder Partie zog in das Finale der Handball-Weltmeisterschaft 2011 ein.
| Mannschaft                        | Endergebnis               | Mannschaft                 | Datum & Zeit                    |
| --------------------------------- | ------------------------- | -------------------------- | ------------------------------- |
| Frankreich Alexandra Lacrabère 10 | 28 : 23 (14 : 12)         | Dänemark Line Jørgensen 7  | 16.12.11, Fr. 17:15 Uhr         |
| Frankreich Alexandra Lacrabère 10 | Spielbericht (PDF; 27 kB) | Dänemark Line Jørgensen 7  | São Paulo, Ibirapuera Gymnasium |
| Norwegen Heidi Løke 7             | 30 : 22 (16 : 09)         | Spanien Macarena Aguilar 6 | 16.12.11, Fr. 20:00 Uhr         |
| Norwegen Heidi Løke 7             | Spielbericht (PDF; 27 kB) | Spanien Macarena Aguilar 6 | São Paulo, Ibirapuera Gymnasium |

## Spiel um Platz 3
Das Spiel um Platz 3 fand am 18. Dezember 2011 statt.
| Mannschaft | Endergebnis       | Mannschaft | Datum & Zeit            |
| ---------- | ----------------- | ---------- | ----------------------- |
| Dänemark   | 18 : 24 (09 : 09) | Spanien    | 18.12.11, So. 14:30 Uhr |

18. Dezember 2011 in São Paulo, Ibirapuera Gymnasium, 2.000 Zuschauer, Spielbericht
Dänemark: Sandra Toft, Karin Mortensen, Christina Pedersen – Ann Grete Nørgaard (4/3), Christina Krogshede  (3), Louise Burgaard (3), Kristina Bille (2), Trine Troelsen (2), Mette Melgaard    (1), Maria Fisker (1), Louise Svalastog Spellerberg  (1), Line Jørgensen (1), Pernille Larsen, Kristina Kristiansen , Susan Thorsgaard, Stine Jørgensen
Spanien: Cristina González, Silvia Navarro, Mihaela Ciobanu – Carmen Martín  (10/7), Nerea Pena  (4), Macarena Aguilar (3), Nely Carla Alberto  (2), Elisabeth Pinedo  (2), Marta Mangué  (2), Vanessa Amorós (1), Verónica Cuadrado, Andrea Barnó, Patricia Elorza , Jessica Alonso, Patricia Pinedo, Elisabeth Chávez
Schiedsrichter:  Shlomo Cohen & Yoram Peretz

## Finale
Das Finale fand am 18. Dezember 2011 statt. Der Gewinner der Partie ist Sieger der Handball-Weltmeisterschaft 2011.
| Mannschaft | Endergebnis       | Mannschaft | Datum & Zeit            |
| ---------- | ----------------- | ---------- | ----------------------- |
| Frankreich | 24 : 32 (13 : 19) | Norwegen   | 18.12.11, So. 17:15 Uhr |

18. Dezember 2011 in São Paulo, Ibirapuera Gymnasium, 4.000 Zuschauer, Spielbericht
Frankreich: Amandine Leynaud, Cléopâtre Darleux – Angélique Spincer (4/2), Claudine Mendy  (4), Nina Kamto Njitam  (3), Siraba Dembélé (3), Marie-Paule Gnabouyou (2), Audrey Bruneau (2), Paule Baudouin (2/2), Audrey Deroin  (2), Raphaëlle Tervel   (1), Camille Ayglon  (1), Amélie Goudjo, Blandine Dancette, Alexandra Lacrabère  , Marion Limal
Norwegen: Kari Aalvik Grimsbø, Katrine Lunde Haraldsen – Kristine Lunde-Borgersen (6), Linn Jørum Sulland (5/2), Amanda Kurtović (4/2), Heidi Løke (4), Tonje Nøstvold (4), Kari Mette Johansen (2), Camilla Herrem (2), Karoline Dyhre Breivang   (2), Linn-Kristin Riegelhuth Koren (2), Ida Alstad (1), Marit Malm Frafjord  , Gøril Snorroeggen , Stine Bredal Oftedal, Mari Molid
Schiedsrichter:  Matja Gubica & Boris Milosevic

## Platzierungen
Die Plätze 1 bis 8 und 17 bis 24 wurden ausgespielt. Die Plätze 9 bis 16 wurden nach folgenden Regularien vergeben:
- Erzielte Punkte in der Vorrunde gegen die Teams der Plätze 1 bis 4 in der eigenen Gruppe
- Die Tordifferenz in der Vorrunde gegen die Teams der Plätze 1 bis 4 in der eigenen Gruppe
- Die mehr erzielten Tore in der Vorrunde gegen die Teams der Plätze 1 bis 4 in der eigenen Gruppe

| Rang | Nation     | Tore      | Diff  | Punkte  |
| ---- | ---------- | --------- | ----- | ------- |
| 1.   | Norwegen   | 278 : 201 | + 077 | 16 : 02 |
| 2.   | Frankreich | 268 : 204 | + 064 | 14 : 04 |
| 3.   | Spanien    | 247 : 201 | + 046 | 14 : 04 |
| 4.   | Dänemark   | 240 : 175 | + 065 | 14 : 04 |
| 5.   | Brasilien  | 292 : 228 | + 064 | 16 : 02 |
| 6.   | Russland   | 295 : 210 | + 085 | 14 : 04 |
| 7.   | Kroatien   | 266 : 220 | + 046 | 12 : 06 |
| 8.   | Angola     | 242 : 259 | − 017 | 08 : 10 |
| 9.   | Schweden   | 164 : 123 | + 041 | 06 : 06 |
| 10.  | Montenegro | 162 : 138 | + 024 | 06 : 06 |
| 11.  | Südkorea   | 193 : 154 | + 039 | 06 : 06 |
| 12.  | Island     | 128 : 142 | − 014 | 06 : 06 |

| Rang | Nation         | Tore      | Diff  | Punkte  |
| ---- | -------------- | --------- | ----- | ------- |
| 13.  | Rumänien       | 166 : 183 | − 017 | 05 : 07 |
| 14.  | Japan          | 160 : 179 | − 019 | 05 : 07 |
| 15.  | Niederlande    | 186 : 176 | + 010 | 04 : 08 |
| 16.  | Elfenbeinküste | 140 : 181 | − 041 | 04 : 08 |
| 17.  | Deutschland    | 190 : 165 | + 025 | 08 : 06 |
| 18.  | Tunesien       | 200 : 200 | ± 0   | 04 : 10 |
| 19.  | Kasachstan     | 158 : 192 | − 034 | 04 : 10 |
| 20.  | Uruguay        | 121 : 224 | − 103 | 02 : 12 |
| 21.  | China          | 173 : 201 | − 028 | 04 : 10 |
| 22.  | Kuba           | 173 : 222 | − 049 | 02 : 12 |
| 23.  | Argentinien    | 127 : 172 | − 045 | 02 : 12 |
| 24.  | Australien     | 075 : 294 | − 219 | 0 : 14  |

## Torschützinnenliste
| Rang | Name                    | Nation     | Tore | FT | 7m | T/S |
| ---- | ----------------------- | ---------- | ---- | -- | -- | --- |
| 1.   | Alexandra do Nascimento | Brasilien  | 57   | 34 | 23 | 6,3 |
| 2.   | Linn Jørum Sulland      | Norwegen   | 51   | 26 | 25 | 5,7 |
| 3.   | Andrea Penezić          | Kroatien   | 49   | 47 | 02 | 5,4 |
| 4.   | Shio Fujii              | Japan      | 46   | 31 | 15 | 7,7 |
| 5.   | Carmen Martín           | Spanien    | 45   | 20 | 25 | 5,0 |
| 6.   | Luisa Kiala             | Angola     | 44   | 44 | 0  | 4,9 |
| 6.   | Emilija Turei           | Russland   | 44   | 31 | 13 | 4,9 |
| 8.   | Heidi Løke              | Norwegen   | 43   | 43 | 0  | 4,8 |
| 9.   | Suleiky Gómez Hernández | Kuba       | 42   | 29 | 13 | 6,0 |
| 9.   | Ksenija Wolnuchina      | Kasachstan | 42   | 32 | 10 | 6,0 |

FT – Feldtore, 7m – Siebenmeter, T/S – Tore pro Spiel

## Allstar-Team
| Position         | Name           | Land       |
| ---------------- | -------------- | ---------- |
| Tor:             | Chana Masson   | Brasilien  |
| Linksaußen:      | Emilija Turei  | Russland   |
| Rückraum links:  | Andrea Penezić | Kroatien   |
| Rückraum Mitte:  | Allison Pineau | Frankreich |
| Rückraum rechts: | Line Jørgensen | Dänemark   |
| Rechtsaußen:     | Carmen Martín  | Spanien    |
| Kreis:           | Heidi Løke     | Norwegen   |